# Paul Lange
Paul Lange (Oberhausen, 6 febbraio 1931 – 15 marzo 2016) è stato un canoista tedesco.

## Palmarès

### Olimpiadi
- 1 medaglia[1]:
  - 1 oro (Roma 1960 nel K1 4x500 m)

### Mondiali
- 2 medaglie[2]:
  - 1 oro (Praga 1958 nel K1 4x500 m)
  - 1 bronzo (Praga 1958 nel K2 500 m)